# Terrence Oung
Terrence Oung (ur. 24 sierpnia 1935) – birmański bokser wagi lekkopółśredniej, uczestnik Letnich Igrzysk Olimpijskich 1956.
Jedyny swój pojedynek na igrzyskach, Oung stoczył 24 listopada. Poniósł porażkę w pierwszej rundzie (przez decyzję sędziów) z Constantinem Dumitrescu z Rumunii, przyszłym brązowym medalistą tych zawodów.